# Michio
Michio (jap. 道雄 lub 通夫) – męskie imię japońskie.
Osoby noszące to imię:
- Michio Furutani (ur. 1946, zm. 2000), japoński artysta twórca ceramiki anagama.
- Michio Hazama (ur. 1933), japoński aktor.
- Michio Hoshino (ur. 1952, zm. 1996), japoński fotograf przyrody.
- Michio Ihara (ur. 1928), japońsko-amerykański rzeźbiarz.
- Michio Kaku (ur. 1947), amerykański fizyk jądrowy, popularyzator nauki.
- Mihio Kurihara (ur. 1961), japoński gitarzysta.
- Michio Kushi (ur. 1926), jeden z prekursorów makrobiotyki.
- Michio Miyagi (ur. 1894, zm. 1956), japoński muzyk, znany z gry na koto.
- Michio Suzuki (ur. 1887, zm. 1982), japoński przedsiębiorca, prekursor firmy Suzuki.
- Michio Takayama (ur. 1903, zm. 1994), japoński artysta malarz.